# جيمي تشين
جيمي تشين (بالإنجليزية: Jimmy Chin)‏ هو متسلق جبال ومصور أمريكي، ولد في 12 أكتوبر 1973 في مانكاتو في الولايات المتحدة.

## وصلات خارجية
- الموقع الرسمي
- جيمي تشين على موقع IMDb (الإنجليزية)
- جيمي تشين على موقع ألو سيني (الفرنسية)
- جيمي تشين على موقع قاعدة بيانات الفيلم (الإنجليزية)